# Ferret (Schiff)
Die Ferret (englisch für „Frettchen“) war ein Dampfschiff, das 1871 auf der Werft J. & G. Thomson in Glasgow für die von der Highland Railway betriebene Dingwall & Skye Railway erbaut wurde. Sie wurde 1872 in Dienst gestellt und von der Highland Railway für die Passagier- und Frachtbeförderung zwischen Stromeferry, dem damaligen Endpunkt der Kyle of Lochalsh Line, und verschiedenen Hebrideninseln eingesetzt. 1880 wurde das Schiff unter Vortäuschung falscher Tatsachen von Betrügern übernommen. Nach einer Irrfahrt über Gibraltar, Brasilien und Südafrika landete es unter anderem Namen in Australien. Dort entdeckten die Hafenbehörden seine wahre Identität; die Betrüger wurden verurteilt. Die Highland Railway verzichtete auf eine Rückführung nach Schottland und verkaufte es an einen Reeder aus Adelaide. 1883 erwarb die Adelaide Steamship Company die Ferret und setzte sie in der Küstenschifffahrt ein. Im November 1920 strandete sie in der Nähe von Cape Spencer an der Spitze der Yorke-Halbinsel; Reste des Wracks sind bis heute zu sehen.

## Geschichte

### Einsatz für die Highland Railway
Die Highland Railway, die von Beginn an den Betrieb der Dingwall & Skye Railway übernommen hatte, eröffnete im August 1870 ihre Bahnstrecke von Dingwall nach Stromeferry. Der Parlamentsbeschluss zum Bau der Strecke umfasste auch das Recht zur Einrichtung von Schiffsverbindungen ab Stromeferry zu den Hebriden. Die so mögliche erhebliche Verkürzung der Reisezeit zu den Hebriden, vor allem nach Skye und Lewis and Harris, war auch ein wesentlicher Grund für den Bau der Bahnstrecke gewesen. Zunächst beschaffte die Gesellschaft zwei gebrauchte kleine Dampfschiffe, von denen eines bereits im November 1870 bei Applecross strandete. Als Ersatz orderte die Bahngesellschaft bei J. & G. Thomson in Glasgow ein neues Schiff, die Ferret. Sie lief am 18. November 1871 bei J. & G. Thomson vom Stapel und wurde im Februar des Folgejahres in Dienst gestellt. Nach anderen Angaben war das Schiff ursprünglich für G. & J. Burns, Glasgow, zum Einsatz im Firth of Clyde zwischen Glasgow und Belfast gebaut worden und erst 1873 gebraucht von der Dingwall & Skye Railway übernommen worden. Die Ferret übernahm vor allem die wöchentlich bediente Verbindung zwischen Stromeferry und Stornoway auf Harris sowie Fahrten entlang der Küste nördlich und südlich von Stromeferry. Vertretungsweise bediente sie auch die im Sommer täglich angebotene Verbindung zwischen Stromeferry und Portree, dem Hauptort von Skye. Neben dem Personenverkehr dienten die Schiffsverbindungen vor allem dem Güterverkehr zur Versorgung der Inseln und der kleinen Küstenorte sowie zum Abtransport der dortigen Agrarprodukte und der Beförderung von Schafen und Rindern.
Im Herbst 1880 entschied sich die Highland Railway, in der die Dingwall & Skye Railway im August 1880 aufgegangen war, den eigenen Schiffsbetrieb zu beenden und die Schiffsverbindung an die Reederei von David MacBrayne abzugeben. Die Ferret wurde zur Vercharterung ausgeschrieben.

### Betrügerische Übernahme
Anfang Oktober 1880 wurde ein Londoner Schiffsmakler bei der Highland Railway vorstellig. Er gab an, im Auftrag eines Mr. Smith, eines Verwandten des damaligen Ersten Lords der Admiralität, William Henry Smith, tätig zu sein. Smith sei sehr wohlhabend und wolle mit seiner erkrankten Ehefrau eine Erholungsreise ins Mittelmeer unternehmen und dafür ein geeignetes Schiff chartern. Eine Londoner Bank bestätigte, dass Smith ein ausreichendes Guthaben bei ihr habe, und die Highland Railway vercharterte das Schiff für sechs Monate an Smith. Die Charter für die ersten drei Monate bezahlte Smith mit einem drei Monate später einzulösenden Wechsel. Smith brachte einen Purser namens Walker mit, der eine Mannschaft anheuerte und in Glasgow umfangreich Proviant und luxuriöse Ausstattungsgüter für die Ferret bei örtlichen Händlern orderte, unter anderem Wein im Wert von 500 £. Die Ferret legte unter einem Kapitän Wright und mit Smith an Bord Ende Oktober in Glasgow ab. In Cardiff, wo Smiths Frau an Bord kam, bunkerte sie noch Kohle und verließ den Hafen am 25. Oktober 1880. Schwere Stürme im Bristolkanal zwangen das Schiff für eine Woche nach Milford Haven, bevor es offiziell in Richtung Marseille aufbrach. Am 25. November passierte es Gibraltar, danach blieben jedoch weitere Sichtungen und Nachrichten aus.
Nach drei Monaten forderte die Highland Railway die Einlösung des Wechsels und die Chartersumme für die nächsten drei Monate. Der Wechsel erwies sich jedoch als wertlos, Smith hatte sein Guthaben bei der Bank kurz nach Vertragsabschluss aufgelöst. Auch die Lieferanten von Proviant und Ausstattung sowie die Kohlenhändler hatten wertlose Papiere als Bezahlung erhalten. In dieser Zeit gingen Berichte aus Spanien ein, wo an der Küste Treibgut mit dem Namen der Ferret gefunden worden war, worauf vermutet wurde, dass das Schiff gesunken sei.
Im April 1881 legte in Australien ein Dampfer mit dem Namen India in Queenscliff, einem Vorort von Geelong bei Melbourne, an, angeblich von Bermuda kommend. Zufälligerweise war ein örtlicher Polizist erst kürzlich aus Schottland zurückgekommen und hatte in einer mitgebrachten schottischen Zeitung einen Artikel über das mysteriöse Verschwinden der Ferret gelesen. Die Ähnlichkeit der India mit dem vermissten Schiff fiel ihm auf, ebenso ein ungewöhnliches Verhalten der Besatzung. Das Schiff wurde ständig unter Dampf gehalten und die Besatzung blieb mit Ausnahme von Smith, der inzwischen den Namen Henderson führte, und des Kapitäns dauernd an Bord. Im Lloyd’s Register war auch kein Schiff mit dem Namen India verzeichnet, auf das das Aussehen passte. Der Polizist benachrichtigte seine Vorgesetzten, die das Schiff daraufhin durchsuchen ließen. Sehr schnell wurde die falsche Identität des Schiffs entdeckt und die Besatzung verhaftet. Smith, seiner Frau und dem Kapitän gelang zunächst die Flucht, sie wurden jedoch nach wenigen Tagen festgenommen.
Es zeigte sich, dass die Besatzung mit Ausnahme des Kapitäns und Walkers von dem Betrug nichts gewusst hatte. Das Schiff hatte hinter Gibraltar kehrtgemacht und war ohne Lichter im Schutz der Dunkelheit zurück in den Atlantik gefahren. Smith und seine Komplizen hatten die Mannschaft mit einer Mischung aus Drohungen und Versprechungen dazu gebracht, dem Schiff mit Farbe und kleineren Umbauten ein anderes Aussehen zu geben und mit über Bord geworfenen Ausrüstungsgegenständen der Ferret den Verlust des Dampfers vorzutäuschen. Entsprechend einem bei Lloyd’s verzeichneten und ebenfalls von J. & G. Thomson gebauten ähnlichen Schiff erhielt die Ferret den Namen Bentan. Unter dem neuen Namen nahm das Schiff auf den Kapverden Wasser und Vorräte auf und überquerte den Atlantik. Im brasilianischen Hafen Santos erwarben Smith und seine Partner mit gefälschten Wechseln eine Ladung Kaffeebohnen, vorgeblich mit dem Bestimmungshafen Marseille. Stattdessen brachten sie die Ladung nach Kapstadt und verkauften sie dort für 13.000 £. Unterwegs wurde die Identität des Schiffes erneut geändert und der neue Name India angebracht. Ein Versuch, das Schiff in Südafrika zu verkaufen, schlug allerdings fehl. Daraufhin setzten die Betrüger ihre Fahrt fort und erreichten über Mauritius Australien, wo sie das Schiff verkaufen wollten.
Im anschließenden Gerichtsverfahren, das in Australien für erhebliches Aufsehen sorgte, behauptete Smith, dessen richtiger Name Henderson war und der der englischen Polizei bereits als Betrüger bekannt gewesen war, dass die Tarnung für einen Transport von Waffen für den Salpeterkrieg vorgesehen gewesen sei. Diesen hätte der in Kapstadt von Bord gegangene Steuermann geplant, dem sie damit die Verantwortung für den Betrug zuschieben wollten. Obwohl die Jury auf „nicht schuldig“ entschied, verurteilte der Richter Henderson und Walker aufgrund der Aussagen der Mannschaft im Juli 1881 zu sieben Jahren Haft. Kapitän Wright, dessen richtiger Name Carlyon war, erhielt 3,5 Jahre. Hendersons Frau konnte mit einem Teil des ergaunerten Vermögens entkommen.

### Einsatz in Australien
Da die Highland Railway bereits ihre Schifffahrtsaktivitäten beendet hatte, verkaufte sie das Schiff bald nach Ende des Gerichtsverfahrens an den Reeder William Whinham aus Adelaide, von dem es zwei Jahre später die Adelaide Steamship Company erwarb. Diese setzte das Schiff in den nachfolgenden Jahrzehnten in der Küstenschifffahrt für den Transport von Passagieren und Fracht entlang der Küste von Südaustralien und Victoria ein. 1904 half die Ferret bei der Rettung von Besatzung und Passagieren der norwegischen Bark Ethel, die an der Südspitze der Yorke-Halbinsel im Bereich des heutigen Innes-Nationalparks gestrandet war. Der Strand erhielt anschließend nach der Bark den Namen Ethel Beach.

### Verlust

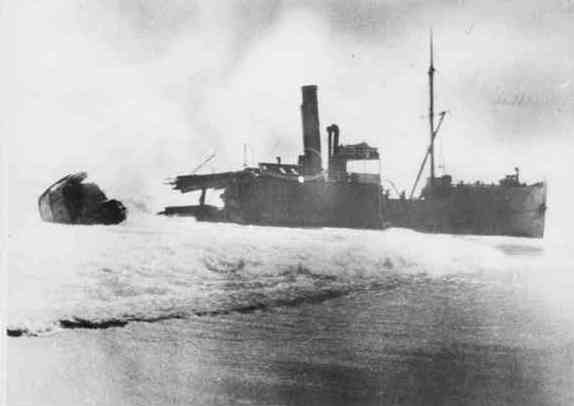
Das Wrack der gestrandeten Ferret

16 Jahre später strandete die Ferret, die eine Ladung Alkohol transportierte, am 14. November 1920 während eines Sturms ebenfalls an der Südspitze der Yorke-Halbinsel, zufälligerweise an der gleichen Stelle wie die Ethel. Alle 21 Mann der Besatzung konnten sich an Land retten. Die Ladung wurde sehr wahrscheinlich in der Folgezeit von Bewohnern der nahegelegenen Ortschaften geplündert. Reste beider Wracks sind je nach Wasserstand bis heute nebeneinander am Ethel Beach zu sehen.

## Technik
Die Ferret war ein von einer Schraube getriebener Dampfer. Sie hatte eine Zweizylinder-Verbunddampfmaschine mit einer Leistung von 90 NHP.